# 264131 Bornim
264131 Bornim è un asteroide della fascia principale. Scoperto nel 2009, presenta un'orbita caratterizzata da un semiasse maggiore pari a 2,3561963 UA e da un'eccentricità di 0,1818212, inclinata di 6,24117° rispetto all'eclittica.
L'asteroide è dedicato all'omonimo distretto della città tedesca di Potsdam.